# Cadillac Imaj
Der Cadillac Imaj ist ein Konzeptfahrzeug, das die Cadillac-Division von General Motors auf dem Genfer Auto-Salon 2000 vorstellte.
Die luxuriöse Fließhecklimousine setzte die Cadillac-Idee vom „Art and Science“-Designkonzept konsequent fort. Er griff die kantigen Linien des Vorjahreskonzeptfahrzeuges Evoq auf.
Angetrieben wird der Imaj von einem 4,2-l-V8-Kompressormotor aus der Northstar-Baureihe mit 32 Ventilen, der eine maximale Leistung von 425 hp (317 kW) hat. Ein Fünfstufenautomatikgetriebe leitet die Motorleistung an alle vier Räder weiter.
Die vier Türen des Imaj sind an A- und C-Säulen angeschlagen, sodass sie (wie ehemals beim BMW 501/502 („Barockengel“)) in der Mitte zusammentreffen; die hinteren Türen sind als Schiebetüren ausgeführt. Neu war auch das Nachtsichtgerät, das vor Hindernissen vor und hinter dem Fahrzeug warnt. Die Pedale sind auf den Fahrer einstellbar, ebenso wie das Lenkrad. Die Anzeigen der Armaturen sind durch ein Head-up-Display in der Windschutzscheibe sichtbar. Viele Bedienelemente sind im Lenkrad montiert, unter anderem auch die elektronische Fahrstufenvorwahl. Tempomat und Radareinparkhilfen sind ebenfalls an Bord.